# Tunicine
La tunicine est une forme de cellulose fabriquée par des animaux marins, les tuniciers, et qui est le composant majoritaire de leur couverture acellulaire externe.